# Уомблы
Уомблы (англ. The Wombles) — вымышленные длинноносые зверьки, живут в норах, собирают и перерабатывают мусор полезными и оригинальными способами. Придумала уомблов Элизабет Бересфорд (англ.), написав про них несколько сборников детских рассказов, начиная с 1968 года. В середине 1970-х вся Британия узнала этих персонажей благодаря популярному телешоу для детей на Би-би-си, где использовалась покадровая съемка мультфильмов. Некоторые песни из шоу стали главными хитами британских чартов.
Девиз уомблов — «Полезным делай мусор бесполезный!» — «зелёное» послание, явившееся отголоском экологического движения 1970-х. Уомблы живут в странах по всему миру, но в книгах повествование идет о жизни одной семьи на окраине Лондона в Уимблдон Коммон (англ.).

## Истоки
Элизабет Бересфорд — свободный писатель-невидимка детских книг. Родилась в Париже, путешествовала по всему миру со своим мужем Максом Робертсоном — спортивным комментатором Би-би-си.
Однажды на Рождество, в День подарков, Бересфорд взяла своих маленьких детей на прогулку в Уимблдон, где кто-то из детей назвал этот район Уомблдон. Элизабет взяла на заметку эту идею и начала разрабатывать характеры героев и сюжеты. (англ.)

## Герои
Прототипами некоторых персонажей стали члены семьи Бересфорд, другие Уомблы получили имена по названию мест, к которым её семья имела отношение: (англ.)
- Дедушка Булгария — глава семьи Уомблов; прототип — свекор Бересфорд
- Тобермори — инженер; прототип — брат Бересфорд, изобретатель; по названию столицы острова Мулл (Шотландия)
- Ориноко — халявщик, любит поспать и поесть; прототип — сын-подросток Бересфорд; по названию реки Ориноко
- Бунго — мегаэнтузиаст, всем заправляет; по названию провинции Бунго (Япония)
- Томск — атлет с низким КИ; по названию города Томска (Россия)
- Веллингтон — склонен к науке; по названию школы, где учился племянник
- Мадам Шоле — повариха; прототип — мать Бересфорд

Позже в фильме и во втором сезоне сериала появились новые герои:
- Кузен Кернгорм МакУомбл Ужасный — по названию горного хребта Кернгорм в Шотландии
- Олдерни — помощница мадам Шоле, получила имя по названию острова Олдерни из Нормандских островов; Бересфорд жила там во время показа второго сезона сериала
- Шанси — часто попадает в ситуации вместе с Олдерни, как Бунго с Ориноко
- Мисс Аделаида — учительница
- Стэпни — житель Ист-Энда, носит дреды
- Обидус — назван в честь города Обидус (штат Пара, Бразилия)

В первой книге повествование ведется в основном от лица Бунго — самого молодого и наименее опытного из всех Уомблов. Потом роль «новичка» переходит Веллингтону (он появился только во второй книге). Олдерни и Аделаида фигурируют в первых книгах, но отсутствуют в оригинальном сериале 70-х годов. Позже в 90-х Олдерни появляется в телешоу (как раз тогда Бересфорд жила на острове Олдерни) вместе со Стэпни (который не фигурировал ни в одной из ранних версий).

## Фабула
История повествует о группе уомблов из лондонского предместья Уимблдон. До определенного возраста все уомблы не имеют имени. Когда приходит время, каждый уомбл выбирает себе имя из Большого атласа дедушки Булгарии, покидает школу мисс Аделаиды и начинает работать в общине; работа в основном заключается в собирании и переработке бытовых отходов. Средняя продолжительность жизни уомбла 200 лет, некоторые доживают до трехсот, что позволяет считать их долгожителями среди животных.
Повествование в основном ведется от лица ленивого обжоры Ориноко. Его любимая еда, как у любого уомбла, — облаковые ягоды (Cloud Berries).

## Сборники детских рассказов
Написано всего пять сборников:
- Уомблы (1968)
- Странствия Уомблов (1970)
- Уомблы за работой (1973)
- Уомблы-спасатели (1974)
- Кругосветное путешествие Уомблов (1976)

Последние два сборника были менее популярны, чем первые три, возможно потому что они вышли после успешного показа сериала. В сборнике «Странствия Уомблов» место действия перенесено из Уимблдон Коммон в Гайд-Парк в центре Лондона, а в книге «Уомблы-спасатели» они вновь возвращаются в родные места.
Иллюстрации к четырем книгам были сделаны Маргарет Гордон. Сборник «Уомблы за работой» проиллюстрировал Барри Лейт. Образ Уомблов в книгах создавался по подобию кукол Айвора Вуда из телешоу. Исключением является первая книга «Уомблы», изданная до запуска сериала, где уомблы больше похожи на плюшевых медведей.
Уомблы в книгах:
- Дедушка Булгария
- Тобермори
- Мадам Шоле
- Мисс Аделаида
- Томск
- Бунго
- Ориноко
- Веллингтон
- Олдерни
- Шанси

Герои, появившиеся в сериале:
- Кузен Йеллоустон Бостон Уомбл
- Кернгорм МакУомбл
- Омск
- Калвейн
- Несс, Росс и Кромарти — водяные уомблы
- Кузина Ботани
- Шпайер и Хайльбронн
- Фрау Хайдельберг
- Габсбург фон Гогенцоллерн Уомбл
- Миссис Атланта
- Айдахо
- Далай Гарток
- Нанкин
- Кэрнс и Перт
- Пратетушка М. Маррамбиджи
- Эукула
- Дядя Данидин
- Кузен Токио
- Хирадо

Бересфорд также написала сборник коротких рассказов под названием «Уомбл-невидимка и другие истории» (1973), в которых действие снова происходило в Уимблдон Коммон. В основе рассказов лежали эпизоды из телесериала, хотя иногда сюжет опирался на события в рассказах.
Наряду с вышеназванными книгами за годы было выпущено множество ежегодников, книжек для малышей, некоторые из них написала сама Бересфорд.

## Телевидение
В 1973 и 1975 гг. на экраны вышли два сезона мультсериала, снятые с применением покадровой съемки. Продолжение сериала сняли в 1998 и 1999 гг.

## Музыка
Главную музыкальную тему для сериала написал композитор и продюсер Майк Батт, впоследствии он исполнял и продюсировал имевшие большой успех синглы, например, популярный в 70-х сингл The Wombles.

## Кино
В 1977 г. вышел полнометражный художественный фильм «Свобода быть уомблом» (Wombling Free) с участием актеров Девида Томлинсона и Бонни Лэнгфорда, в 1978 г. был выпущен саундтрек.

## Другие факты
Уомблы стали героями нескольких британских комиксов (Плюшевый мишка (1973), Джек и Джил (1973-81) и др.), отдельных передач, выступали в интервал-акте на Евровидении 1974 г.
Американские зрители увидели Уомблов в начале 70-х в программе «Капитан кенгуру» на Си-би-эс.
Уомблы популярны в мире многопользовательских игр, особенно в игре «Плоский мир» по одноименной серии книг Терри Пратчетта.
В 2009 г. Уомблы стали участниками музыкального проекта «The Official BBC Children in Need Medley», направленного на помощь нуждающимся детям; сборник занял первое место в чартах Британии.
В фильме «Брубейкер» (1980) фигурирует Ориноко Уомбл в качестве стоящей на полке игрушки.

## Уомблы и спорт
Поскольку Уомблы имеют отношение к данной теме, некоторые местные спортивные команды Уимблдона в шутку называются «уомблами», например, женская команда уимблдонского клуба регби (англ.) (чьим талисманом является Олдерни), волейбольный клуб Уимблдона и клуб нетбола «The Wombles Netball Club».
С 2000 по июнь 2003 г. официальным талисманом футбольного клуба «Уимблдон» был уомбл Уондл, получивший имя по названию местной речушки. Однако в связи с переездом клуба в город Милтон Кинс действие лицензии на использование имени данного персонажа прекратилось. (англ.) В 2006 г. вновь образованный клуб «АФК Уимблдон» заключил лицензионное соглашение и объявил конкурс на разработку нового уомбл-талисмана. В результате победа досталась самой Элизабет Бересфорд, которая предложила имя Хайдон для нового уомбла, по названию ж/д станции Haydons Road, ближайшей к стадиону «Плуг Лайн» — самой первой игровой площадке ФК «Уимблдон».

## Массовая культура
Баррингтон Уомбл (сыгранный актером Джоном Хелси) — ударник вымышленной пародийной рок-группы The Rutles, пародия на Ринго Старра из The Beatles; иногда его называют Потерянный Уомбл.
Английская рок-группа The Libertines упоминает уомблов в песне «Время для героев» («Time For Heroes»).
Уомблы фигурируют в фильме «Завтрак на Плутоне» (2005).
В одной из серий британского комедийного сериала Bottom (серия «'s Out»), главные герои Эдди и Ричи поселяются в палатках в Уимблдон Коммон и пытаются поймать уомблов на обед (Эдди ошибочно принимает ежа за уомбла), однако их попытки терпят неудачу.
Уомблы неоднократно упоминаются в британской комедии «Викарий из Дибли».
В трилогии «Боррибл» Майкла де Ларрабейти отрицательные герои из богатого высшего общества Рамблы являются едкой пародией на Уомблов, они противопоставляются главным героям — мусорщикам-маргиналам из нижних слоев общества.
Термин «уомбл» иногда используется в британском сленге для обозначения человека, который действует из благих побуждений, но является простофилей или неудачником. Например, Джереми Кларксон из программы Top Gear часто называет ненавистных автоинспекторов «дорожными уомблами».